# 倉敷市立万寿小学校
倉敷市立万寿小学校（くらしきしりつ ますしょうがっこう）は、岡山県倉敷市倉敷地域内の万寿地区にある市立小学校。1873年（明治6年）設立、2023年（令和5年）に創立150周年を迎えた伝統校であり、卒業生は18,331人（2023年3月時点）に及ぶ。2023年5月時点の在校児童数は857人。
校歌と並んで「ますの子の歌」という歌が1974年（昭和49年）から歌い継がれており、「ますの子 たらの子 にしんの子 それは北海道の魚です」と始まる独特の歌詞が近年話題となっている。

## 沿革
《主要な出典：》
- 1873年（明治06年）7月 - 浜村の西方寺に誘新小学[8]を創立[9][10]。
- 1876年（明治09年） - 在新小学（平田村に設置）[8]・日新小学（子位庄村に設置）[8]と合併し三進小学（浜村に設置）[11]と改称。なお、平田村・子位庄村にも三進支校をそれぞれ設置[10]。
- 1881年（明治14年） - 平田村の三進支校を成章小学校と改称[注釈 2]。
- 1888年（明治21年）1月 - 支校を統合し尋常三進小学校（浜村に設置）と改称[10]。
- 1889年（明治22年）
  - 4月 - 尋常日吉小学校と合併し尋常萬壽（）小学校（後の万寿村大字浜に設置[13]）と改称[10]。
  - 4月29日 - 平田村、大島村、福島村、浜村、富久村が合併[14]。
  - 6月1日 - 町村制施行により窪屋郡万寿村[注釈 3]が発足。
- 1890年（明治23年）4月 - 萬壽尋常小学校と改称[10]。
- 1907年（明治40年）4月 - 萬壽尋常高等小学校と改称[9]。
- 1925年（大正14年） - 講堂が完成[16]。
- 1927年（昭和02年）4月1日 - 万寿村が倉敷町（旧）・大高村と合併して倉敷町が発足。倉敷町立となる。所在地の表記は岡山県都窪郡倉敷町大字浜。
- 1928年（昭和03年）4月1日 - 市制施行により倉敷市に移行。倉敷市立となる。所在地の表記は岡山県倉敷市浜592番地の1[17]。
- 1931年（昭和06年） - 萬壽尋常小学校と改称。
- 1941年（昭和16年）4月 - 倉敷市萬壽国民学校と改称。
- 1947年（昭和22年）4月 - 学制改革により、倉敷市立万寿小学校と改称。
- 1958年（昭和33年） - 校歌制定（作詞：佐藤末治、作曲：西崎嘉太郎）。
- 1965年（昭和40年）10月１日 - 住居表示の実施により、所在地の表記が変更され、倉敷市浜町2丁目3番1号[18]となる[19]。
- 1968年（昭和43年） - 現在の管理棟・校門・陸橋が完成。
- 1973年（昭和48年）
  - 4月1日 - 水島工業地帯の急激な人口増加や学区の住宅化に伴う児童数増加に対応するため、学区を分離して万寿東小学校を新設、当初は本校内に仮設置[20][5]。
  - 12月13日 - 創立100周年記念事業でタイムカプセルを封印。
- 1977年（昭和52年） - 屋内運動場（現在の体育館）落成。
- 1994年（平成06年）4月 - 倉敷市教育委員会より「指導法の改善（コンピュータの教育利用）」研究推進校に指定（1995〈平成7〉年度まで）[21]。
- 2023年（令和05年）6月17日 - 創立150周年記念式典を挙行[22][23]。

## 学区
倉敷市川入などが学区になる。卒業生の大多数は、倉敷市立東中学校へ進学する。

## 学区が隣接している学校
- 倉敷市立万寿東小学校
- 倉敷市立倉敷東小学校
- 倉敷市立老松小学校
- 倉敷市立中洲小学校
- 倉敷市立菅生小学校
- 倉敷市立中庄小学校